# إم سي عبدول
إم سي عبدول أو عبد الرحمن الشنطي هو موسيقي وكاتب أغاني مغني راب فلسطيني وُلد في مدينة غزة بقطاع غزة في فلسطين في 14 سبتمبر (أيلول) عام 2008، وذاع صيته بعد أن غنى أغنية راب عن الحرية أمام مدرسته في غزة والتي حققت مئات الآلاف من المشاهدات على شبكات التواصل الاجتماعي، ففي ديسمبر (كانون الأول) عام 2023، حققت أغنيته بعنوان «البكاء على الحائط» أكثر من 2.1 مليون مشاهدة على موقع يوتيوب، كما حققت أغنيته «فلسطين» 1.5 مليون مشاهدة على نفس الموقع.

## حياته
وُلد عبد الرحمن الشنطي في مدينة غزة في فلسطين في 14 سبتمبر (أيلول) عام 2008، وكان الابن الأكبر من بين خمسة أشقاء، وبدأ في كتابة وغناء أغاني الراب وهو في سن التاسعة بعد أن أحب مغني راب عالميين مثل إيمينيم وبعد أن تعرف عن طريق عائلته على فنان الدي جي الفلسطيني خالد، والذي اعتبره عبد الرحمن الشنطي أحد الفنانين الأربعة المفضلين لديه إلى جانب توباك وإن إف وجاي زي، وسرعان ما بدأ عبد الرحمن الشنطي في تسجيل لأغانيه المفضلة بآدائه ومشاركاتها ونشرها عبر شبكة الإنترنت. درس عبد الرحمن الشنطي في مدرسة تابعة لوكالة غوث وتشغيل اللاجئين الفلسطينيين (أونروا) في غزة، وعرف بين زملائه باسم إم سي عبدول، واشتهر في عام 2020 وهو لا يزال في الرابعة عشرة من عمره عندما غنى أغنية راب تتحدث عن الحرية أمام مدرسته بعدما حصدت الأغنية آلاف المُشاهدات على شبكات ومواقع التواصل الاجتماعي. تعاون إم سي عبدول في العام التالي مع شركة جي إم سي بيتس الأيرلندية لإصدار أغانيه التي كانت باللغة الإنجليزية وكانت تركز بشكل رئيسي على القضية الفلسطينية والمعاناة التي يعيشها الشعب الفلسطيني. وفي عام 2023، انتقل إم سي عبدول للعيش في مدينة لوس أنجلوس بالولايات المتحدة الأمريكية بينما بقيت عائلته وإخوته يعيشون في غزة.

## مسيرته الفنية
في عام 2020، أطلق إم سي عبدول أولى أغانيه، والتي حملت عنوان «بكاء على الحائط» وقد عبر فيها عن غضبه لما يعانيه الشعب الفلسطيني في قطاع غزة تحت القصف خلال الغارات الجوية التي شنتها قوات الجيش الإسرائيلي على القطاع. جذبت الأغنية انتباه شركة إمباير للتسجيلات، وفي عام 2022 قدم إم سي عبدول أول حفل موسيقي له في قطر ضمن فعاليات الاحتفال ببطولة كأس العالم لكرة القدم. وفي عام 2024، أطلق إم سي عبدول أغنية «ديرة»، والتي شارك فيها بالغناء مع مغني الراب المقدسي سانت ليفانت، ويُشير اسم الأغنية «ديرة» إلى اسم الفندق المطل على الشاطئ والمكون من 22 غرفة والذي أسسه والد سانت ليفانت في مدينة غزة عام 2000 وظل يديره إلى أن تعرض للتدمير بالكامل بفعل غارة جوية شنتها قوات الجيش الإسرائيلي في عام 2023 خلال الاجتياح الإسرائيلي لقطاع غزة في أعقاب عملية طوفان الأقصى. حظيت أغنية ديرة بأكثر من 2.5 مليون مرة استماع على موقع سبوتيفاي، كما حقق مقطع الفيديو الموسيقي للأغنية أكثر من 2.9 مليون مشاهدة على موقع يوتيوب. يؤمن إم سي عبدول بأهمية موسيقى الراب كأداة للتعامل مع الأوقات الصعبة حيث يرى إن القوة التي يملكها في قلمه عندما يكتب، لا يمكن إيقافها، وعندها يكون الميكروفون هو الملاذ الوحيد المُمكن.

## أعماله

### الأغاني المنفردة
| سنة الإصدار | اسم الأغنية                     |
| ----------- | ------------------------------- |
| 2021        | البكاء على الحائط               |
| 2021        | فلسطين مجانًا                    |
| 2022        | هل أستطيع العيش                 |
| 2023        | كل شيء جيد                      |
| 2023        | قتل اللعبة                      |
| 2023        | القلم والسيف                    |
| 2024        | ديرة (بالاشتراك مع سانت ليفانت) |